# Edward Russell, 1. Earl of Orford

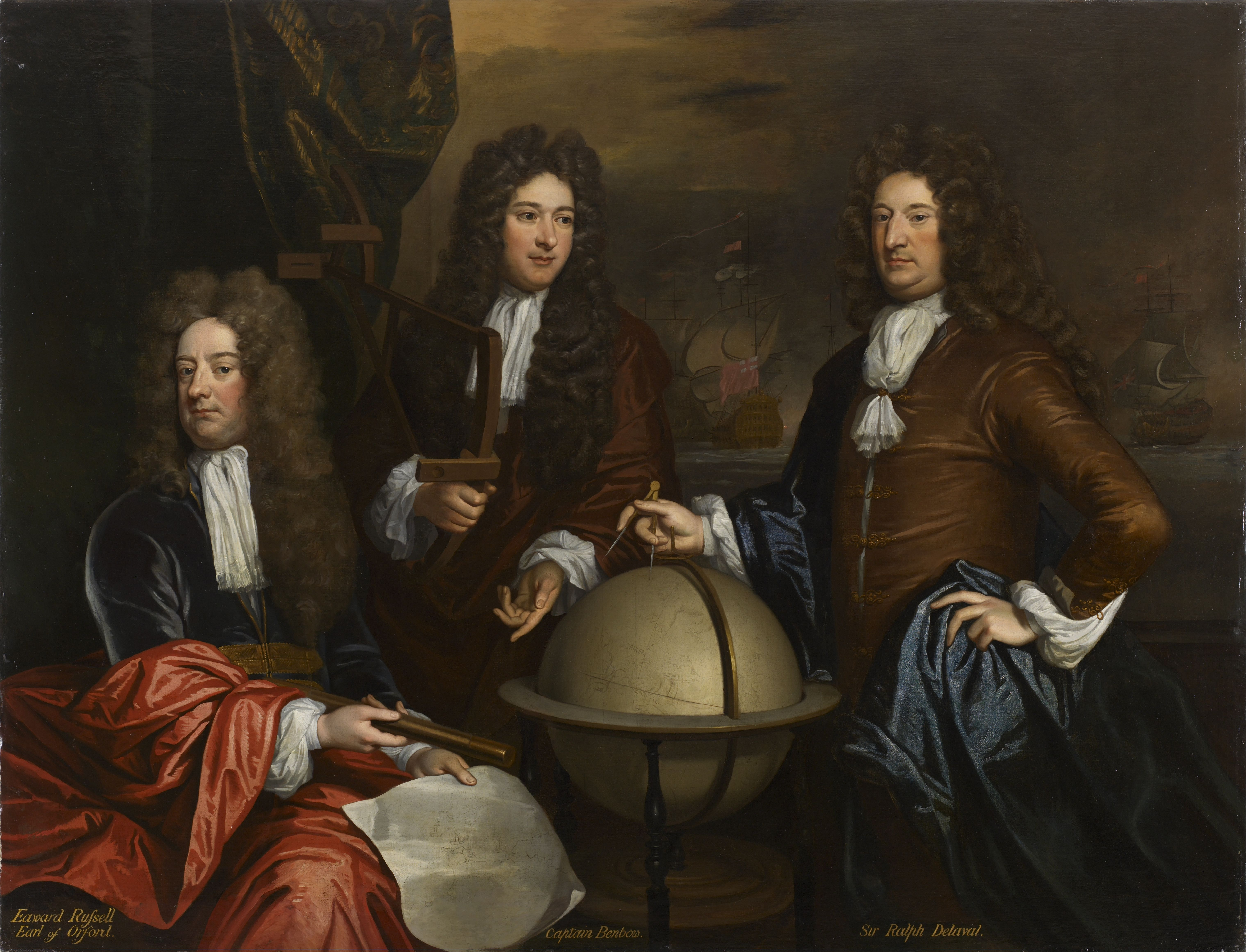
Edward Russell (sitzend) mit den Admiralen John Benbow und Ralph Delaval

Edward Russell, 1. Earl of Orford (* 1653; † 26. November 1727) war ein englisch-britischer Seeoffizier und Politiker. Er war aktiv an der Glorious Revolution beteiligt und wurde von Wilhelm III. zum Admiral ernannt. Er siegte in der Seeschlachten von Barfleur und La Hougue und war später Erster Lord der Admiralität.

## Familie
Er war Sohn von Lord Edward Russell, einem jüngeren Bruder von William Russell, 1. Duke of Bedford. Er selbst heiratete seine Cousine Lady Margaret Russell, die jüngste Tochter von William Russell, 1. Duke of Bedford. Die Ehe blieb kinderlos.

## Leben
Russell trat in die Royal Navy ein und wurde 1671 zum Lieutenant und ein Jahr später zum Captain befördert. Er diente zwischen 1672 und 1673 während des Dritten Englisch-Niederländischen Krieges in der Nordsee. Zwischen 1676 und 1682 diente er im Mittelmeer und nahm an den Operationen gegen die Piraten der Barbareskenstaaten teil.
Im Jahr 1683 wurde er aus dem Marinedienste entlassen, nachdem alle Mitglieder der Familie Russell in Ungnade gefallen waren. Der Hintergrund war, dass William Russell in Verbindung mit der Rye-House-Verschwörung stand. Edward war daher auch an den Bestrebungen aktiv beteiligt, an die Stelle von James II. Wilhelm von Oranien zum König zu machen. Mehrfach reiste er in dieser Sache in die Niederlande. Er war einer der Unterzeichner des Einladungsschreibens an Wilhelm, begleitete diesen bei dessen Fahrt nach England und beim Marsch auf London.
Nach der erfolgreichen Glorious Revolution trat er wieder in den Marinedienst ein. 1689 ernannte ihn der neue König zum Admiral of the Blue. Er diente zunächst unter Arthur Herbert, 1. Earl of Torrington. Er eskortierte die spanische Königin nach A Coruña. Nach seiner Rückkehr nach England verbrachte er die meiste Zeit in London und intrigierte gegen Herbert.
Er gehörte zu den führenden Politikern der Whigs und gehörte zwischen 1689 und 1709 der Whig Junta an. Er war von 1689 bis 1690 für Launceston, von 1690 bis 1695 für Portsmouth und von 1695 bis 1697 für Cambridgeshire Mitglied des englischen House of Commons. Zwischen 1689 und 1699 war er Schatzmeister der Flotte.
Nach der verlorenen Seeschlacht von Beachy Head war er am Sturz Herberts beteiligt. Er selbst übernahm als erster Admiral of the Fleet de facto das Oberkommando, ohne dass es ihm gelang, die Franzosen zur Schlacht zu zwingen. Er war an geheimen Verhandlungen mit dem im Exil lebenden König James II. beteiligt. Dabei ging es einerseits um die Gewinnung von Informationen, andererseits wollte sich Russell aber für den Fall einer Restauration absichern. Möglicherweise war er auch wegen dieser Verhandlungen einer Schlacht aus dem Weg gegangen. Die Gespräche brachten wenig Ergebnisse.
Im Mai des Jahres 1692 sammelte sich die englische und niederländische Flotte aus 82 Linienschiffen bei Portsmouth. Zwischen dem 29. Mai und 4. Juni 1692 kam es zu verschiedenen Gefechten, die zusammen als Seeschlachten von Barfleur und La Hougue bezeichnet werden. Russell besiegte dabei den französischen Admiral Anne Hilarion de Costentin de Tourville. Die vereinigte englisch-niederländische Flotte war dabei der französischen von ihrer Stärke her überlegen.
Nach der Schlacht wurde ihm vorgeworfen, nicht genug getan zu haben, und Russell wurde seines Postens enthoben. Dahinter steckte aber auch seine Unfähigkeit, mit den regierenden Torys zusammenzuarbeiten. Nach der katastrophalen Niederlage in der Seeschlacht bei Lagos sah sich Wilhelm III. gezwungen, den bisherigen Ersten Lord der Admiralität zu entlassen und diesen 1694 durch Russell zu ersetzen. Er fuhr mit einer Flotte ins Mittelmeer und blockierte zusammen mit der spanischen Flotte die Franzosen im Hafen von Toulon bis zum Ende des Krieges. Als erste englische Flotte überwinterte diese im Mittelmeer und kehrte nicht im Herbst nach England zurück. Im Jahr 1695 kehrte er nach England zurück. Am 7. Mai 1697 wurden ihm die erblichen englischen Adelstitel Earl of Orford, Viscount Barfleur und Baron Shingay verliehen, wodurch er Mitglied des House of Lords wurde.
Das Amt als Erster Lord der Admiralität musst er 1699 aufgeben. In den folgenden Jahren hatte er verschiedene andere Ämter inne. Er gehörte unter anderem 1706 zu einer Kommission, die die Union zwischen England und Schottland aushandelte. Zwischen 1709 und 1710 sowie von 1714 bis 1717 war er erneut Erster Lord der Admiralität.
Da er kinderlos blieb, erloschen seine Adelstitel mit seinem Tod.

## Nach Russell benannte Schiffe
Fünf Schiffe der Royal Navy wurden nach ihm HMS Russell benannt:
- HMS Russell, ein 80-Kanonen-Linienschiff dritter Klasse, das 1692 vom Stapel lief und 1706 bis 1709 sowie 1729 bis 1735 total erneuert wurde und 1762 bei Sheerness als Wellenbrecher versenkt wurde;
- HMS Russell, ein 74-Kanonen-Linienschiff dritter Klasse, das 1764 vom Stapel lief und 1811 verkauft wurde;
- HMS Russell, ein 74-Kanonen-Linienschiff dritter Klasse, das 1822 vom Stapel lief, 1855 noch einen Schraubenantrieb erhielt und 1865 abgebrochen wurde;
- HMS Russell, ein Linienschiff der Duncan-Klasse, das 1901 vom Stapel lief und 1916 vor Malta durch Minentreffer verloren ging;
- HMS Russell, eine U-Boot-Abwehr-Fregatte vom Typ 14, Blackwood-Klasse, die 1954 vom Stapel lief und 1985 abgebrochen wurde;

für das letzte Schiff wird auch der Vizeadmiral Thomas McNamara Russell (1739?–1824) als Namensgeber genannt.